# Скрытая камера

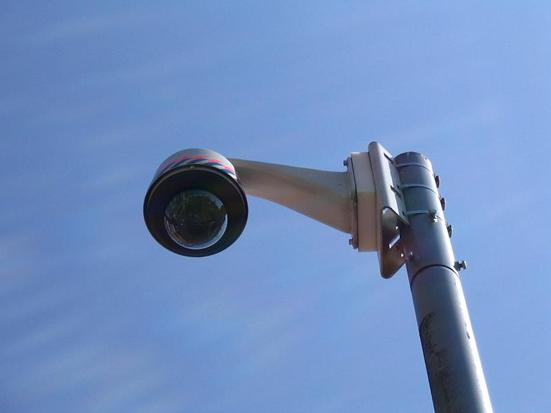
Скрытая камера, вмонтированная в уличное оборудование

Скры́тая ка́мера (англ. hidden camera) — телевизионный приём, использующийся при записи передач-розыгрышей и для работ в жанре «журналистские расследования».
Термин употребляется и в отношении соответствующего оборудования, которое часто используется не только в журналистской работе и ремесле спецслужб, но и в порноиндустрии.

## История
Подобный метод операторской работы в фотографии, кино и на телевидении, при котором снимаемый не знает, что является объектом съёмки, впервые (в кино) практиковался в 20-е годы, «когда кинорежиссёр-документалист Дзига Вертов провозгласил и осуществил на практике принцип „съёмки жизни врасплох“. В 60-е гг. в связи с появлением высокочувствительных плёнок и лёгких бесшумных съёмочных камер метод получил распространение во всём мире».
Эпизод со скрытой камерой включён в фильм «Американский пирог» (англ. American Pie) — эта кинокомедия 1999 года режиссёров Пола и Криса Вайца, рассказала о применении данной методики в молодёжной среде.

## Телепередачи

### В США
Практикуется в шоу Дэвида Леттермана. Начиная с 40-х годов в США популярны передачи с подобной технологией. Среди наиболее заметных:
- $25 Million Dollar Hoax — NBC 2004 (3 серии)
- Animal Kidding — Animal Planet 2003 (16 серий)
- Boiling Points — MTV 2003—2005
- Breaking up With Shannen Doherty — Oxygen 2006 (14 серий)
- Burned — MTV 2003 (30 серий)
- Candid Camera
- Celebrity Undercover — MTV (20 серий)
- Cheaters
- Da Ali G Show — HBO
- Faking the Video — MTV 2004 (7 серий)
- Fire Me...Please — CBS 2005 (4 серии)
- Hi-Jinks — NIK 2005
- Howie Do It — NBC 2009
- Infarto — Azteca América
- Instant Recall — GSN 2010 (8 серий)
- Invasion of the Hidden Cameras (When Hidden Cameras Attack) — FOX (12 серий)

### В ФРГ
- «Скрытая камера» — канал RTL Television (1989–?)

### В Австралии
- Just Kidding[2].

### В России
- «Приколы нашего городка» — отдельная рубрика (1993–2002) программы «Городок»
- «Без названия» — Пятый канал (1994–1997) и ТНТ (1998–2002, как Приколы скрытой камеры), полностью посвящена подобным  розыгрышам
- «Розыгрыш» — Первый канал (2003—2012)
- «Скрытая камера» — канал СТС (2001—2005)
- «Атака клоунов» — канал ТНТ (2009)

### На Украине
- «Розыгрыш» — канал Интер (2004), метод скрытой камеры был основой передачи[3]
- «Прихована камера» — канал 1+1 (2000—2004)
- «Чортиці в спідницях» — канал ТЕТ (2012)